# Lafutidine
Lafutidine (INN) là thuốc đối kháng thụ thể histamine H2 thế hệ thứ hai có cơ chế hoạt động đa phương thức và được sử dụng để điều trị rối loạn tiêu hóa. Nó được bán trên thị trường Nhật Bản và Ấn Độ.

## Sử dụng y tế
Lafutidine được sử dụng để điều trị loét dạ dày, loét tá tràng, cũng như các vết thương ở niêm mạc dạ dày liên quan đến viêm dạ dày cấp tính và làm nặng thêm tình trạng viêm dạ dày mãn tính.

## Tác dụng phụ
Các tác dụng phụ quan sát được trong các thử nghiệm lâm sàng bao gồm táo bón, tiêu chảy, phát ban do thuốc, buồn nôn, nôn và chóng mặt.

## Cơ chế hoạt động
Giống như các chất đối kháng thụ thể H 2 khác, lafutidine hoạt động bằng cách ngăn chặn sự tiết axit dạ dày. Nó cũng kích hoạt peptide liên quan đến gen calcitonin, dẫn đến việc kích thích oxit nitric (NO) và điều hòa lưu lượng máu niêm mạc dạ dày, làm tăng nồng độ somatostatin cũng dẫn đến việc tiết axit dạ dày ít hơn, làm cho niêm mạc dạ dày tạo ra nhiều chất nhầy hơn, ức chế hoạt hóa bạch cầu trung tính. do đó ngăn ngừa tổn thương do viêm và ngăn chặn sự gắn kết của Helicobacter pylori với các tế bào dạ dày.

## Tên thương mại
Nó được bán ở Nhật Bản dưới dạng Stogar bởi UCB  và ở Ấn Độ với tên là Lafaxid của Zuventus chăm sóc sức khỏe.